# Eilicrinia signigera
Eilicrinia signigera är en fjärilsart som beskrevs av Butler 1889. Eilicrinia signigera ingår i släktet Eilicrinia och familjen mätare. Inga underarter finns listade i Catalogue of Life.